# 貴勝彎貝介
貴勝彎貝介（学名：Loxoconcha kueishengi）为彎貝介科彎貝介屬下的一个种。

## 特徵
貴勝彎貝介的殼體近於角三角形或平行四邊形的組合組形，中間鼓脹。背緣近於平直，腹緣突出，前緣大於後緣，後緣有無尾板的邊緣構造。殼表的中央覆有篩孔，前、後及腹側圍有皺紋。殼體可爲三角形，不等邊三邊形等，最厚點位於前背緣角，背緣近於直伸或直伸，前緣爲不均衡的弧形，後緣小於前緣，無尾板，腹緣中央突出，殼表的中央有緻密的篩孔，篩孔區的前、後及腹側刻有細密的皺紋。皺紋爲同心圓狀排列，下腹緣側的皺紋則十分緻密。